# Konrad Mohr

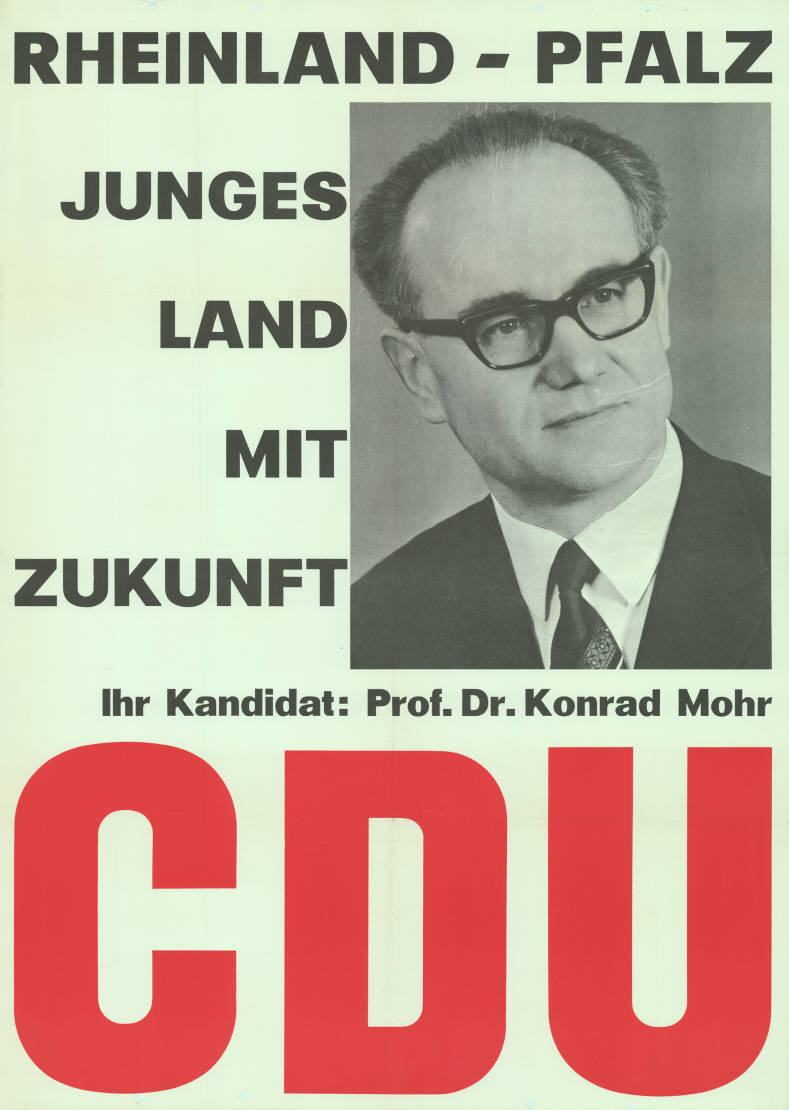
Kandidatenplakat zur Landtagswahl in Rheinland-Pfalz 1967

Konrad Mohr (* 16. Mai 1921 in Blankenrath; † 15. Mai 2010 in Koblenz) war ein deutscher Pädagoge, Hochschullehrer und Politiker (CDU).

## Leben
Nach dem Abitur 1940 am Gymnasium leistete Mohr zunächst den Reichsarbeitsdienst ab. Anschließend wurde er zur Wehrmacht eingezogen und nahm als Soldat am Zweiten Weltkrieg teil. Nach dem Kriegsende begann er ein Studium an der Pädagogischen Akademie Bad Neuenahr und der Johannes Gutenberg-Universität Mainz, das er mit der Promotion zum Dr. phil. beendete. Er arbeitete zunächst als Volksschullehrer, wurde 1958 Dozent und nach seiner Habilitation 1963 Professor an der Pädagogischen Hochschule Koblenz. Außerdem wirkte er seit 1986 als Entwicklungshelfer in Ruanda.
Mohr trat 1950 in die CDU ein und wurde später zum Vorsitzenden des CDU-Kreisverbandes Koblenz gewählt.
Mohr war seit 1956 Kreistagsmitglied des Kreises Koblenz und wurde dort 1960 zum Vorsitzenden der CDU-Fraktion gewählt. Von 1967 bis 1979 war er Mitglied des Rheinland-Pfälzischen Landtages.
Mohr amtierte von 1979 bis 1986 als Staatssekretär im Kultusministerium des Landes Rheinland-Pfalz. In dieser Funktion war er 1982 Beauftragter der Landesregierung für die Organisation der 150-Jahr-Feier des Hambacher Festes.

## Ehrungen
- Bundesverdienstkreuz am Bande (9. Januar 1970)[1]
- Bundesverdienstkreuz 1. Klasse (30. März 1979)[1]
- Gregoriusorden (1997)